# Alejandro Daniel Olmedo
Alejandro Daniel Olmedo fue un aviador argentino conocido por haber participado como piloto de combate de las acciones de 1982. Fue parte de la 3ra Escuadrilla Aeronaval de Caza y Ataque con asiento permanente en la Base Aeronaval Río Grande. Con el grado de Teniente de Fragata, Olmedo también participó de las acciones del 1 de mayo a bordo del portaaviones ARA 25 de Mayo, momento en que se preveía una salida de su escuadrilla para bombardear la flota británica que navegaba en torno a las Islas Malvinas.
Como Contraalmirante, Olmedo asumió diferentes comandos de unidades de aviación de caza luego del conflicto, incluidas la 2da Escuadrilla Aeronaval de Caza y Ataque, la 1ra Escuadrilla Aeronaval de Ataque. También fue Director de la Escuela de Aviación Naval y formó parte de otras jefaturas jerárquicas de la Armada Argentina.
Actuación en Malvinas
Como Teniente de Fragata, Olmedo fue convocado para participar de los ataques a la flota británica que había desembarcado en San Carlos el 21 de mayo. Luego de cumplir su misión como numeral del Comandante de la Escuadrilla Capitán de Corbeta Rodolfo Castro Fox, quedó listo para la próxima guardia de combate. Mientras, un segundo grupo de seis pilotos se preparaban para la siguiente salida. Durante los acontecimientos vividos en las acciones, Olmedo sufrió las pérdidas de su compañero y amigo Teniente de Fragata Marcelo Márquez que fuera atacado, derribado y muerto por un Sea Harrier, y la de su compañero de promoción, el Teniente de Fragata Carlos Benítez, muerto al estrellarse con su Aermacchi en el aeropuerto de las Islas Malvinas. Olmedo participó de la siguiente misión, un reconocimiento armado con fecha del 26 de mayo, para luchar contra el afianzamiento de la Fuerza de Tareas Británica en terreno malvinense.
Esta fue una misión de reconocimiento Armado con el TF Félix Medici donde atacaron blancos navales en Tierra del Fuego. Al despegar, su VLF falló y tuvo que utilizar la fórmula ‘Espacio = Velocidad x Tiempo’  para evitar que los vientos en altura no desviaran su derrotero. Finalmente, recalaron en la Bahía San Felipe de la Gran Malvina, donde efectuaron el reconocimiento Armado. A bordo del MER había cuatro bombas Mk 82 de 250 kilos cada una.
El 8 de junio, Olmedo realizó otra misión a bordo del Skyhawk (3-A-305) responsable de haber lanzado na de las bombas que ocasiono el hundimiento de la Fragata británica HMS Ardent. En esta ocasión, ejecutó un reconocimiento armado sobre la Isla Broken, en el sector sudoeste de la Isla Gran Malvina. A las 08.45hs. despegaron un Skyhawk (3-A-305) tripulado por el TF Alejandro Olmedo y un (3-A-301) por el TN Oliveira, líder de la misión. Los informes de inteligencia anticipaban patrullas aéreas de combate sobre San Carlos que eran apoyadas por un Destructor clase 42 en la boca del estrecho. Ambos aviones descendieron  en forma rasante hacia el blanco asignado en Isla Broken, posición 59°41’ sur y 51°21’.
Efectuaron el ataque volando pegados: entraron volando rasante y fueron derecho hacia el blanco. Las bombas de Olmedo fueron apreciadas largas y al regreso probaron  los cañones de 20 mm, efectuando una ráfaga trazadora con estos. Al terminar la misión, volvieron sin novedades a Río Grande.